# Букарасика
Букарасика (исп. Bucarasica) — город и муниципалитет в северо-восточной части Колумбии, на территории департамента Северный Сантандер. Входит в состав Северного субрегиона.

## История
Поселение, из которого позднее вырос город, было основано 1 декабря 1870 года. Муниципалитет Букарасика был выделен в отдельную административную единицу в 1938 году.

## Географическое положение

Муниципалитет Букарасика

Город расположен в центральной части департамента, в горной местности Восточной Кордильеры, на расстоянии приблизительно 31 километра к западу от города Кукута, административного центра департамента. Абсолютная высота — 1167 метров над уровнем моря.
Муниципалитет Букарасика граничит на северо-востоке и востоке с территорией муниципалитета Сардината, на юго-востоке — с муниципалитетом Лоурдес, на юге и юго-западе — с муниципалитетом Вилья-Каро, на северо-западе — с муниципалитетом Абрего. Площадь муниципалитета составляет 267 км².

## Население
По данным Национального административного департамента статистики Колумбии, совокупная численность населения города и муниципалитета в 2015 году составляла 4570 человек.
Динамика численности населения муниципалитета по годам:
| 2005 | 2006 | 2007 | 2008 | 2009 | 2010 | 2011 | 2012 | 2013 | 2014 | 2015 |
| ---- | ---- | ---- | ---- | ---- | ---- | ---- | ---- | ---- | ---- | ---- |
| 4561 | 4565 | 4561 | 4559 | 4566 | 4559 | 4559 | 4565 | 4569 | 4567 | 4570 |

Согласно данным переписи 2005 года мужчины составляли 53 % от населения Букарасики, женщины — соответственно 47 %. В расовом отношении всё население города составляли белые и метисы.
Уровень грамотности среди всего населения составлял 75,3 %.

## Экономика
Основу экономики Букарасики составляет сельское хозяйство.
53,7 % от общего числа городских и муниципальных предприятий составляют предприятия торговой сферы, 37,8 % — предприятия сферы обслуживания, 8,5 % — промышленные предприятия.